# Krutý krtek
Divadlo Krutý krtek je pražská alternativní divadelní platforma, která působí po celém Česku a věnuje se aktuálním tématům a oživování dějin. Založil je v roce 2018 herec Karel Kratochvíl jako projekt bez vlastní divadelní budovy a stálého souboru, založený na spolupráci s divadelními profesionály. Divadlo usiluje bojovat proti rozdělování společnosti, podněcování k nenávisti a extremismu. 

## O divadle
Divadlo se věnuje loutkové tvorbě na motivy kultur národnostních menšin (Romové, Vietnamci, Ukrajinci), divadlu pro seniory a zážitkovému divadlu v netradiční podobě, jako jsou venkovní hry nebo performativní procházky často na témata z českých dějin (normalizace, poválečné odsunutí Němců apod.)
Název Krutý krtek vychází z přezdívky, kterou Kratochvíl získal mezi divadelníky. Platforma používá podtitul "společensky užitečné divadlo".
V inscenacích se objevili např. Anna Schmidtmajerová, Tomsa Legierski, Fedir Kis, Tetiana Ferniuk, Gustav Hašek, Adam Kubišta a další. 

### Výběr z repertoáru
- Romské pohádky (podle Mileny Hübschmannové, 2018)[4]
- Vietnamské pohádky (2020)[5]
- Oživená historie - Odsunutí (2023)
- Ukrajinské pohádky (2024)
- Umlčené hlasy (2024)[6]

## Ocenění
V roce 2018 získalo divadlo Krutý krtek poctu festivalu alternativního divadla ...příští vlna/next wave....